# Lil Peep
Gustav Elijah Åhr, művésznevén Lil Peep (Allentown, Pennsylvania, 1996. november 1. – Tucson, Arizona, 2017. november 15.) amerikai rapper, énekes, dalszerző és modell. Sokan őt tartották az emo hiphop egyik legnagyobb úttörőjének. Sikeresen ötvözte a modern hiphopot a post-hardcore stílussal.
Lil Peep egy véletlen fentanil-xanax túladagolásban hunyt el 2017. november 15-én.

## Élete
Lil Peep 1996. november 1-én, Gustav Elijah Åhr néven született Pennsylvaniában, és Long Islanden nőtt fel. Szülei, akik a Harvardon végeztek, még fiuk kamaszkorában elváltak. Anyja, Liza Womack általános iskolai tanár, apja egyetemi professzor. Svéd, német és ír felmenőkkel is rendelkezett. Gus félig ír, félig svéd volt, azonban angol nyelven beszélt.
Gustav a Lido Beach-i Long Beach High Schoolba járt, ahonnan jó érdemjegyei ellenére sokszor kimaradozott. Az érettségit már online kurzusokon való részvétellel szerezte, miután otthagyta a középiskolát. Nem sokkal ezután kezdte el megosztani a zenéit YouTube-on és SoundCloud-on.
Tizenhét évesen Los Angelesbe költözött, hogy beindítsa zenei karrierjét, Lil Peep művésznéven.

## Karrierje
Lil Peep 2015-ben tette közzé első mixtape-jét, Lil Peep Part One címmel, ami 4000 lejátszást generált megjelenésének első hetében. Nem sokkal ezután jelent meg második mixtape-je, a Live Forever. 2016-ban kiadta két további mixtape-jét, a Crybaby-t és a Hellboy-t, amik már jóval nagyobb népszerűségre tettek szert elődeiknél.
2017 júniusában bejelentette debütáló albumának, a „Come Over When You’re Sober”-nek érkezését Instagram profilján, melynek megjelenését 2017. augusztus 11-ére tűzték ki. Az album kis késéssel, augusztus 15-én meg is jelent. Peep 2017. augusztus 2-án egy, az új albumot promotáló turnéra indult, amely tervezettnél két nappal hamarabb félbeszakadt az énekes véletlen gyógyszer-túladagolás miatt bekövetkezett halála miatt.

### Posztumusz munkái
Peep termékeny alkotói munkájából kifolyólag több száma és projektje készült el, melyek nem jelentek még meg életében. Az első ilyen hivatalos projekt a Wiggy által közzétett hivatalos videó volt a „16 Lines” című számhoz, még a halálát követő huszonnégy órán belül. 2018. január 12-én tette közzé Marshmello a „Spotlight” című számot, amiben Lil Peep is közreműködött. Juicy J „Got Em Like” című száma 2018. január 15-én jelent meg, amelyben Lil Peep és Wiz Khalifa is közreműködött. 2018. január 27-én SoundCloud rapper, Teddy tette közzé „Dreams & Nightmares” című számát, amely Lil Peep közreműködésével készült. 2018. május 13-án megjelent Clams Casinóval készített projektje, a „4 Gold Chains”. Lil Peep közeli barátja, ILoveMakonnen 2018. szeptember 19-én közzétette a „Falling Down” című számot, melyben a júniusban meghalt rapper, XXXtentacion is közreműködött. Röviddel ezután, szeptember 27-én megjelent az eredeti verzió, „Sunlight On Your Skin” címmel. Lil Peep halála után producere, Smokeasac bejelentette hogy, érkezik a debütáló lemez folytatása, a „Come Over When You’re Sober pt.2”. Az album végül 2018. november 9-én jelent meg. Peep termékenysége jól mutatja hogy, még halála előtt bejelentett egy kislemezt, ám halála ezt a projektet is félbeszakította, Fish Narc jóbarátja és producere végül 2019.10.31-én adta ki a „Goth Angel Sinner-t”. Édesanyja bejelentett egy dokumentumfilm-tervet fia életéről, szeptemberben bejelentették a film premierjét, és azt is, hogy a filmhez egy album is társul „Everybody's Everything” címmel. Az albumon 19 szám szerepel, számos új és már kiadott zenével. Az  album 2019. november 15-én jelent meg, Lil Peep halálának 2. évfordulóján.
2021-re készülőben volt egy, még 2017-ben felvett projekt, a "Diamonds" album ILoveMakonnen-nel közösen. Azonban Makonnen állítása szerint ez az album már soha nem fog napvilágot látni, mivel sok olyan rajongó követeli ennek kiadását, akik csak halála után kezdték hallgatni a 2017-ben elhunyt zenészt. Makonnen, pedig azt vallja, hogy ez kettejük közös, saját és személyes albuma ami, senki másra nem tartozik. Aki viszont szemfüles volt már felfedezhette az album kiszivárogtatott zenéit a YouTube közösségi videómegosztó platformon.

## Zenei stílus
Lil Peep stílusát sokféleképpen próbálták jellemezni, úgymint "cloud rapper", "SoundCloud rapper" vagy "emo rapper". A New York Times zenekritikusa, Jon Caramanica Peepet a lo-fi rap Kurt Cobainjeként írta le, zenéjét pedig komorként és ördögien dallamosként jellemezte. Peep zenéje a déli rapből és a post-hardcore műfaj szorongó introspekciójából merített ihletet. Az AllMusic Lil Peep zenéjét úgy jellemezte, mint a trap, punk és dream pop egyvelege, hiphop és rock hatással.
Peep zenéjében a dalszövegek témái érintik a depressziót, a droghasználatot, korábbi párkapcsolatait és szuicid gondolatait. Steven J. Horowitz, a Pitchfork online magazin szerzője Lil Peepet az emo jövőjeként írta le. Az első albumát megelőzően inspirációjaként Kurt Cobaint, David Bowiet, Frank Oceant és Riff Raffet nevezte meg, és azt szerette volna, ha úgy ismerik meg mint a "rap Kurt Cobainjét". Zenéjére ezenfelül Gucci Mane, a Red Hot Chili Peppers, a Crystal Castles, a Seshollowaterboyz, Rozz Dyliams, a My Chemical Romance és a Panic! at the Disco is hatást gyakorolt. Számaiban többek között Blink-182, Pierce the Veil, Brand New, Radiohead, Underoath, Three Days Grace, Avenged Sevenfold, Slayer, The Postal Service, Oasis és The Microphones hangminták is megtalálhatóak.

## Magánélete
2016-ban Åhr egy echo park-i apartmanba költözött Los Angelesben, ahol a munkásságának legnagyobb részét készítette.
Åhr trombitán és tubán is tudott játszani és már kiskora óta érdeklődést mutatott a zene és a divat iránt. Szövegeinek és közösségi médián megosztott posztjainak témája gyakran kokain-, ecstasy- és xanax-függősége volt. Itt magát egy "produktív junkie-nak" jellemezte és követőit óva intette a droghasználattól. Åhr egy 2017. augusztusi Twitter posztjában nyilvánosan felvállalta biszexualitását. Első barátnője Emma Harris (írói művésznevén: Emmalita Rosa) volt, akivel gyerekkorától kezdve jó barátságot ápolt. Későbbi szakításuk után Layla Shapiro (Toopoor) volt a barátnője, ám vele állítólagos megcsalása miatt Peep szakított. Későbbi barátnője Bella Thorne lett, azonban vele nem sokáig volt együtt. Halála előtti utolsó kapcsolata pedig Arzaylea Rodriguez volt.

## Halála
Menedzsere 2017. november 15-én holtan találta Åhr-t a turnébuszán, mikor az aznap éjszakai tucsoni előadásának előkészületeit ment ellenőrizni. Az idegenkezűséget nem zárták ki, valószínüleg megmérgezték[forrás?]. December 8-án kiadták a hivatalos toxikológiai jelentést, amelyben a halál okának fentanil és alprazolám megmérgezést jelöltek meg. A vérvizsgálatok pozitív eredményt hoztak marihuánára, kokainra és a Tramadol nevű fájdalomcsillapítóra. A vizeletvizsgálatok ezenfelül több erős ópiátot is kimutattak az énekes testében, mint a hidrokodon, hidromorfon, oxikodon és oximorfon. Szervezetében alkoholt nem találtak.
Halála előtti órákban az Instagramon több posztot is megosztott, amelyekben azt állította, hogy pszichedelikus gombát és marihuána koncentrátumot is fogyasztott. Egy ugyanitt posztolt videó alatt, amiben egy ismeretlen tablettát próbál meg szájába ejteni mielőtt lenyelné, majd megráz egy teli gyógyszeres üveget, azt állította, hogy hat Xanax tablettát vett be. Egy későbbi posztjának képaláírása az volt: "Miután meghalok, szeretni fogtok". Lil Peep halálát egyik barátja, Bexey videóra vette és megosztotta a Snapchaten, ám ekkor még nem tudhatta hogy túladagolta magát, állítása szerint sokszor ütötte ki magát ennyire.
A halálát követő napokban egy rendőrségi jelentés felfedte, hogy Åhr pihenni ment 17:45-kor, a koncertje előtt. Menedzsere kétszer is ránézett, mindkétszer alva találta az énekest, akinek légzése rendben volt, viszont nem tudta felébreszteni őt. Mikor menedzsere harmadjára ment be hozzá az énekes már nem lélegzett. Åhr menedzsere szívmasszázst alkalmazott a mentők kiérkeztéig, de az énekest a helyszínre érkezve halottnak nyilvánították. A mentőket 5-6 órával Åhr túladagolásának észrevétele után hívták.

## Diszkográfia
- Come Over When You’re Sober, Pt. 1 (2017)
- Come Over When You’re Sober, Pt. 2 (2018)
- Everybody’s Everything (2019)

Mixtape-ek
- 2015: Lil Peep Part One
- 2015: Mall Musicc
- 2015: Live Forever
- 2016: Crybaby
- 2016: Hellboy

EP-k
- 2015: Garden
- 2015: In the Bedroom, I Confess
- 2015: Romeo's Regrets
- 2015: Feelz
- 2016: California Girls
- 2016: Vertigo
- 2016: Elemental
- 2016: Dead Broke
- 2016: Teen Romance
- 2016: Castles (Lil Tracy-vel)
- 2017: Castles II (Lil Tracy-vel)
- 2019: Goth Angel Sinner (prod. Fish Narc)

## Fordítás
- Ez a szócikk részben vagy egészben  a   Lil Peep című angol Wikipédia-szócikk fordításán alapul.  Az eredeti cikk szerkesztőit annak laptörténete sorolja fel. Ez a jelzés csupán a megfogalmazás eredetét és a szerzői jogokat jelzi, nem szolgál a cikkben szereplő információk forrásmegjelöléseként.